# エレファスゾウカブト
エレファスゾウカブトは、昆虫綱コウチュウ目コガネムシ科カブトムシ亜科カブトムシ族ゾウカブト属に分類されるカブトムシ。ゾウカブト属の代表種であり、単にゾウカブトと呼ぶ場合、この種を指すことが多い。世界一体重が重いカブトムシとして有名。エレファスは象を意味する。

## 形態
体長は♂70mm - 144mm、♀50mm - 80mm。
飼育下では130mmを越えた個体も報告されている。世界で最も体重が重いカブトムシとして知られ、約50gにも達する（ちなみにヘラクレスオオカブトは約40g）。また、本種はメスも大きく、体長80mmを超えるものもある。
体の割に角は小さい。金色のビロード状の体毛が全身に生えており黄土色をしているが、この毛は時間と共に擦れて抜け落ちる。角が短いため体長ではヘラクレスオオカブトに劣るものの、体重と体全体の大きさでは本種の方が勝る。
脚がとても長く、木にしがみつく力も非常に強い。細い枝にも器用に掴まって移動でき、太い幹ではその力でしっかりとしがみつき、掴まったら離れないほどになる。その力は全てのカブトムシので一番とも言われる。そのため、人の手に乗せるのは皮膚が破れて出血を伴う怪我をすることがあり、大変危険である。

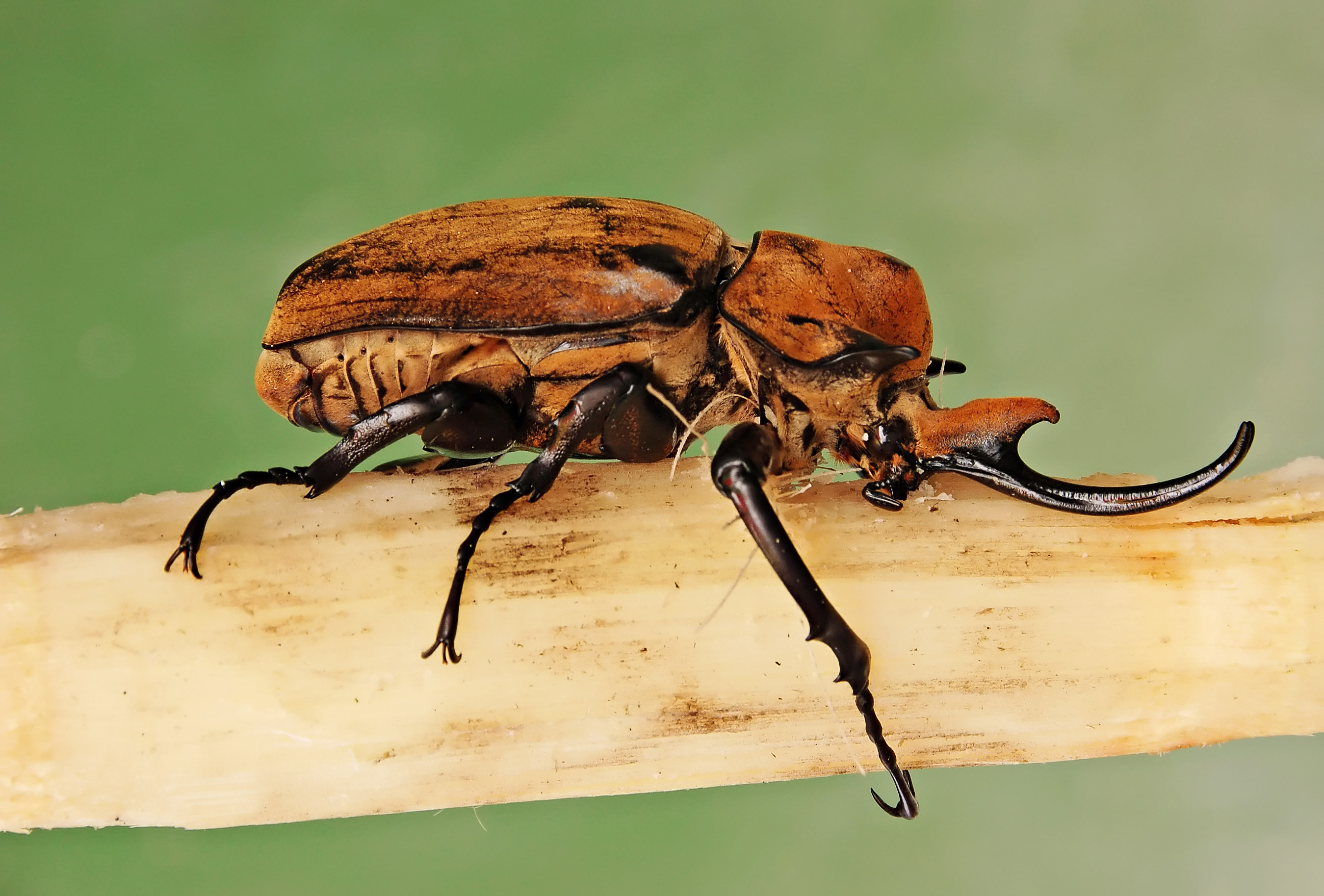
横から見たエレファスゾウカブト
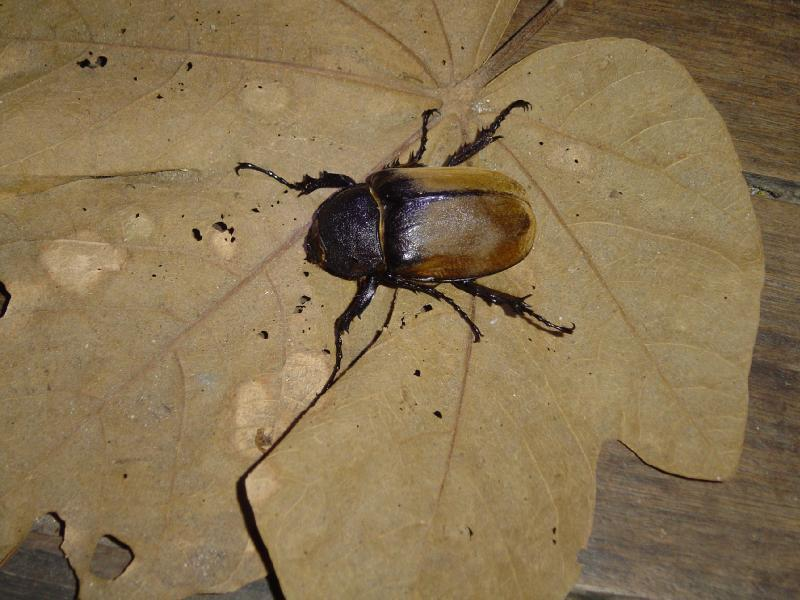
エレファスゾウカブト Megasoma elephas elephasのメス（コスタリカにて）

・オキシデンタレゾウカブト（オキシデンタリスゾウカブトやメキシコゾウカブト、キタゾウカブト等と呼ぶ事もある）は独立種とすることが多いが、亜種とする場合もある。エレファスゾウカブトよりもやや小柄で、体長は♂70mm - 127.2mm、♀55mm - 75mm程であり、一対の胸角が真横に真っ直ぐ伸び、毛色が少し白っぽいのが特徴。

## 生態
熱帯雨林に生息するため、周囲温度が低くても、採餌時に体温を維持することができる。
メスは腐朽した木の中や地面に産卵する。幼虫は腐朽した木で生育する。幼虫期間が非常に長く、成虫になるまで2〜3年ほどかかる。成虫の平均寿命は短く、約1〜3ヶ月ほどである。
成虫は主に樹液を食べるが、パイナップルなどの果実を摂取することもある。
巨体の割にはおとなしい性格をしており基本的には争いを好まない。しかしいざという時には勇敢に戦い、ヘラクレスオオカブトやコーカサスオオカブト、アクティオンゾウカブトといった世界的に見て最強クラスのカブトムシ類にも引けをとらない戦闘能力を発揮する。

## 分布
本種はメキシコ南部、中央アメリカ、南アメリカの熱帯雨林に生息する。
現地では夜間に水銀灯の光に飛来し、水銀灯に衝突して割る事故が起こることがある。
熱帯雨林の破壊により近年は個体数が減少しており、絶滅が危惧される。コスタリカ、ニカラグアなど中央アメリカの一部の国では、オスの角で装飾されたチャームネックレスが販売されており、問題となっている。